# Ángel Rosenblat
Ángel Rosenblat (Węgrów, Polonia, 9 de diciembre de 1902-Caracas, 11 de septiembre de 1984) fue un filólogo, ensayista e hispanista judío venezolano de origen polaco.

## Biografía
Nacido en Varsovia Polonia en es seno de una familia judía, a los seis años llegó a Argentina con su familia, donde creció y realizó todos sus estudios. Se formó con Amado Alonso en el Instituto de Filología de la Universidad de Buenos Aires, y tuvo entre otros maestros a Pedro Henríquez Ureña; Alonso le mandó preparar  el primer tomo de lo que sería la Biblioteca de Dialectología Hispanoamericana y le inculcó los métodos de trabajo de la Estilística idealista; estudió luego en la Universidad de Berlín (1931-1933); en Madrid trabajó en el Centro de Estudios Históricos con Ramón Menéndez Pidal entre 1933 y 1936; en 1946 se afincó en Venezuela contratado por Mariano Picón-Salas para el Instituto Pedagógico Nacional como profesor de castellano y latín y fundó en 1947 la Cátedra de Filología de la Universidad Central. Se nacionalizó venezolano en 1950 y dirigió el Instituto de Filología Andrés Bello de la Universidad Central de Venezuela; investigando sobre todo sobre el Español de América en su modalidad venezolana, elaborando un gran fichero lexicográfico de venezolanismos.  Colaboró en el «Papel Literario» del diario El Nacional y fue redactor de la revista Tierra Firme. En 1954 regresaría a la Argentina formando su propia cátedra en la Universidad de Buenos Aires en un momento de florecimiento y modernización del debate intelectual en la universidad argentina a principios de los años 50. En septiembre de 1955 abandona el país tras el fin de la democracia y la intervención de las universidades nacionales, tras el golpe de Estado en el país austral.
Frente al alarmismo de Rufino José Cuervo, quien veía posible la escisión de varias lenguas emanadas del español de América, Rosenblat percibió una gran unidad en el uso del castellano culto entre Hispanoamérica y España, aunque no tanto en los usos más vulgares y coloquiales.

## Familiares
Es abuelo del periodista Pedro Rosemblat.

## Obras
- Amadís de Gaula: novela de caballerías, refundida y modernizada, Buenos Aires, Losada, 1940
- La población indígena de América desde 1492 hasta la actualidad, Buenos Aires, Institución cultural española, 1945
- Las nuevas normas ortográficas y prosódicas de la Academia Española, Caracas, imprenta nacional, 1953
- La población indígena y el mestizaje en América, Buenos Aires, 1954, 2 vols.
- El nombre de Venezuela, Caracas, tipografía Vargas, 1956
- Buenas y malas palabras en el castellano de Venezuela, Caracas/Madrid, Edime, 1956-1960, 2 vols. (varias reediciones corregidas y aumentadas)
- Ortega y Gasset: lengua y estilo, Caracas, Instituto de filología Andrés Bello, 1958
- El pensamiento gramatical de Bello: conferencia pronunciada en el auditorium del liceo Andrés Bello en noviembre de 1959, Caracas, ediciones Andrés Bello, 1961
- Lengua y cultura de Hispanoamérica: tendencias actuales, Caracas, Ministerio de educación, 1962
- Origen e historia del che argentino, s.l. Instituto de Filología y Literaturas Hispánicas, 1962
- El castellano de España y el castellano de América: unidad y diferenciación, Caracas, UCV, 1962
- Fetichismo de la letra, Caracas, UCV, 1963
- Corrección de pruebas: incluyendo nuevas normas ortográficas y prosódicas de la Academia Española, Barcelona, Oficina de educación iberoamericana, 1964
- El nombre de la Argentina, Buenos Aires, Eudeba, 1964
- La educación en Venezuela, voz de alerta, Caracas, Italgráficas, 1964
- La primera visión de América y otros estudios, Caracas, Publicaciones del Ministerio de Educación, 1965
- Andrés Bello: a los cien años de su muerte, Caracas, UCV, 1966
- El futuro de nuestra lengua, 1967
- El criterio de corrección lingüística: Unidad o pluralidad de normas en el castellano de España y América, l967
- Contactos interlinguísticos en el mundo hispánico: el español y las lenguas indígenas (Universidad de Nimega, Países Bajos, l967)
- La población de América en 1492: viejos y nuevos cálculos, México, el Colegio de México, 1967
- Lengua literaria y lengua popular en América, Caracas, UCV, 1969
- Nuestra lengua en ambos mundos (Biblioteca General Salvat. 1971)
- La lengua del «Quijote», Madrid, Gredos, 1971
- Corrección de pruebas: nuevas normas ortográficas y prosódicas de la Academia Española, Caracas, editorial Arte, 1974
- Actual nivelación léxica en el mundo hispánico, 1975
- Los conquistadores y su lengua, 1977
- Sentido mágico de la palabra: y otros estudios, Caracas, UCV, 1977
- El español de América, Caracas, Ayacucho, 2002

Como editor
- Historia general del Perú, del Inca Garcilaso de la Vega, Buenos Aires, Emecé, 1943
- Historia de los incas, de Pedro Sarmiento de Gamboa, Buenos Aires, Emecé, 1947
- Cartas completas, de Félix Lope de Vega y Carpio, Buenos Aires, Emecé, 1948, 2 vols.
- Viajes al Estrecho de Magallanes (1579-1584): recopilación de sus relaciones sobre los dos viajes al Estrecho y de sus cartas y memoriales, de Pedro Sarmiento de Gamboa, Buenos Aires, Emecé, 1950, 2 vols.

## Biblioteca Ángel Rosenblat
- Estudios sobre el habla de Venezuela: buenas y malas palabras 1., tomo I, Caracas, Monte Ávila, 1987
- Estudios sobre el habla de Venezuela: buenas y malas palabras 2., tomo II, Caracas, Monte Ávila, 1987
- Estudios sobre el español de América, tomo III, Caracas, Monte Ávila, 1990
- Estudios dedicados a la Argentina, tomo IV, Caracas, Monte Ávila, 1991
- Estudios gramaticales y filológicos, tomo V, Caracas, Monte Ávila,
- Ensayos diversos 1., tomo VI, Caracas, Monte Ávila, 1997
- Ensayos diversos 2., tomo VII, Caracas, Monte Ávila, 1997
- Temas indígenas, tomo VIII, Caracas, Monte Ávila,
- La lengua del Quijote, tomo IX, Caracas, Monte Ávila,
- El Amadís de Gaula, tomo X, Caracas, Monte Ávila,
- Miscelánea, tomo XI, Caracas, Monte Ávila,